# Kochiura aulica
Kochiura aulica is een spinnensoort in de taxonomische indeling van de kogelspinnen (Theridiidae).
Het dier behoort tot het geslacht Kochiura. De wetenschappelijke naam van de soort werd voor het eerst geldig gepubliceerd in 1838 door Carl Ludwig Koch.